# Meryle Secrest
Meryle Secrest, née le 23 avril 1930 à Bath, est une biographe et journaliste américaine d'origine britannique, spécialisée en histoire de l'art, auteur d'essais consacrés à la vie et à l'œuvre de créateurs tels que Frank Lloyd Wright, Modigliani, Dalí, Elsa Schiaparelli ou Leonard Bernstein, d'experts comme Bernard Berenson et Kenneth Clark ou de collectionneurs comme Joseph Duveen.

## Biographie

### Vie privée
June Meryle Doman est la fille d'Albert Edward Doman et d'Olive Edith May. La famille émigre d'abord au Canada en 1948 puis aux États-Unis en 1953. Meryle Doman est naturalisée américaine en 1957.
Elle se marie deux fois : avec le journaliste David Waight Secrest, dont elle divorce en 1965. Ils ont deux fils et une fille. Elle se remarie en 1975 avec le compositeur américain Thomas Beveridge (nl). Elle vit à Washington.

### Carrière
Meryle Secrest fait ses débuts de rédactrice en 1949 pour les Hamilton News à Hamilton (Ontario), ce qui lui vaut d’être nommée Most Promising Young Writer par le  Canadian Women's Press Club en 1950. Elle est ensuite reporter au Bristol Evening Post et au Columbus Citizen, avant de travailler au Washington Post à partir des années 1960, en particulier dans les pages culturelles, où elle tient une rubrique de critique d’art.
Depuis 1975, elle collabore en free-lance à diverses publications, dont le Post et le New York Times, tout en se consacrant à l’écriture de ses livres.
Elle enseigne la littérature anglaise à la George Mason University de Fairfax (Virginie) à partir de 2002.

## Publications

### Ouvrages traduits en français
- Salvador Dalí : l'extravagant surréaliste, postf. d'André Thirion, Paris, Hachette, 1988
- Bernard Berenson, préf. de Gérard-Julien Salvy, Paris, Criterion, 1991  (ISBN 978-2-7413-0009-0)

### Ouvrages en langue anglaise
- Between Me and Life : A Biography of Romaine Brooks, Doubleday, 1974. (OCLC 969614)
- Being Bernard Berenson, Weidenfeld and Nicolson, 1980. (OCLC 4549289)
- Kenneth Clark : A Biography, Weidenfeld and Nicolson, 1984. (OCLC 11113241)
- Salvador Dalí, Weidenfeld and Nicolson, 1986.
- Frank Lloyd Wright: A Biography, Chatto & Windus, 1992 ; University of Chicago Press, 1998 (OCLC 26613089)
- Leonard Bernstein : A Life, Bloomsbury Publishing, 1995.
- Stephen Sondheim : A Life, Bloomsbury Publishing, 1998.
- Somewhere for Me: A Biography of Richard Rodgers, Bloomsbury Publishing, 2001. (OCLC 849259450)
- Duveen : A Life in Art, Alfred A. Knopf, 2004.
- Shoot the Widow : Adventures of a Biographer in Search of Her Subject (autobiographie), Alfred A. Knopf, 2007
- Modigliani : A Life, Alfred A. Knopf,  2011
- Elsa Schiaparelli, Penguin Random House, 2014[2]

## Récompenses et distinctions
- 1950 : Canadian Women's Press Club Award[1]
- 1974 : American Library Award, pour Between Me and Life[1]
- 1981-1982 : Bourse Guggenheim[1]
- 1988 : George Freedly Memorial Award, pour Stephen Sondheim : A Life[1]
- 2006 : National Humanities Medal[3]